# Derek Redmond
Derek Anthony Redmond (Bletchley, 3 september 1965) is een voormalig atleet uit het Verenigd Koninkrijk, die gespecialiseerd was in de 400 m. Zijn grootste succes behaalde hij als estafetteloper op de 4 × 400 m estafette. Hij werd wereldkampioen en Europees kampioen en had enige tijd het Europees record in handen in deze discipline. 

## Biografie
Redmond werd geboren in 1965. In 1985 brak hij voor het eerst het Britse record op de 400 m met een tijd van 44,82 s. Roger Black brak dit record opnieuw, maar in 1987 pakte Redmond het record terug met: 44,50.
In 1991 verraste het Britse team op de 4 × 400 m estafette tijdens de wereldkampioenschappen in Edmonton door de Verenigde Staten te verslaan.
De Olympische Spelen zouden Redmond niet veel geluk brengen. In 1988 had hij een achillespeesblessure. In 1992 werd hij wereldberoemd. In de eerste kwalificatieronde werd hij eerste en ook de kwartfinale won hij. In de halve finale liep het echter mis. Op 250 meter van de finish kreeg hij een hamstringblessure, waardoor hij onmiddellijk diende op te geven. De hulpdiensten kwamen ter plekke, maar Redmond wilde niet op de brancard stappen. Zijn vader, Jim Redmond, kwam de piste opgelopen en ondersteunde zijn zoon tot aan de finish. Onder een staande ovatie bereikten ze de finish.
Redmond was van 1994 tot 2000 getrouwd met Brits zwemster Sharron Davies. Samen hebben ze twee kinderen. In zijn actieve tijd was hij aangesloten bij Birchfield Harriers.

## Titels
- Wereldkampioen 4 x 400 m estafette - 1991
- Europees kampioen 4 x 400 m estafette - 1986
- Brits kampioen 400 m - 1991

## Persoonlijke records
| Onderdeel | Prestatie     | Datum            | Plaats    |
| --------- | ------------- | ---------------- | --------- |
| 300 m     | 32,32         | 16 juli 1988     | Gateshead |
| 400 m     | 44,50 (ex-NR) | 1 september 1987 | Rome      |
| 500 m     | 60,72         | 26 maart 1988    | Azusa     |

## Palmares

### 400 m
- 1983: ½ fin. EK U20
- 1985:  Britse (AAA-)kamp. - 45,52 s
- 1985:  Europacup - 45,35 s
- 1986: 4e EK - 45,25 s
- 1987:  Britse (AAA-)kamp. - 45,17 s
- 1987: 5e WK - 45,06 s
- 1988:  Britse (AAA-)kamp. - 45,23 s
- 1989: 9e Wereldbeker - 46,68 s
- 1991:  Britse (AAA-)kamp. - 46,07 s
- 1991: ½ fin. WK - 45,67 s
- 1992: DNF ½ fin. OS (in serie 45,02)

### 4 x 400 m estafette
- 1983: 4e EK U20
- 1985:  Europacup - 3.03,31
- 1986:  EK - 2.59,84 (CR)
- 1987:  WK - 2.58,86 (ER)
- 1989: 4e Wereldbeker - 3.02,64
- 1991:  WK - 2.57,53 (ER)

1983: Lovasjov, Troshchilo, Tsjernetski, Markin ·
1987: Everett, Haley, McKay, Reynolds ·
1991: Black, Redmond, Regis, Akabusi ·
1993: Valmon, Watts, Reynolds, Johnson ·
1995: Ramsey, Mills, Reynolds, Johnson ·
1997: Thomas, Black, Baulch, Richardson, Hylton ·
1999: Czubak, Maćkowiak, Bocian, Haczek ·
2001: Moncur, Brown, McIntosh, Munnings ·
2003: Djhone, Keïta, Diagana, Raquil ·
2005: Rock, Brew, Williamson, Wariner ·
2007: Merritt, Taylor, Williamson, Wariner ·
2009: Taylor, Wariner, Clement, Merritt ·
2011: Nixon, Jackson, Taylor, Merritt ·
2013: Verburg, McQuay, Hall, Merritt ·
2015: Verburg, McQuay, Nellum, Merritt ·
2017: Solomon, Richards, Cedenio, Gordon ·
2019: Kerley, Cherry, London, Benjamin ·
2022: Godwin, Norman, Deadmon, Allison ·
2023: Hall, Norwood, Robinson, Benjamin